# Campeonato Mundial de Ciclismo en Pista de 1922
El XXV Campeonato Mundial de Ciclismo en Pista se celebró en dos sedes: Liverpool (Reino Unido) entre el 29 de julio y el 7 de agosto y en París (Francia) el 17 de septiembre de 1922 bajo la organización de la Unión Ciclista Internacional (UCI), la Federación Británica de Ciclismo y la Federación Francesa de Ciclismo.
Las competiciones se realizaron en el Velódromo de Liverpool y en la pista del estadio Parque de los Príncipes de la capital francesa. En total se disputaron tres pruebas, dos para ciclistas profesionales y una para ciclistas amateur.

## Medallistas

### Profesional
| Evento               | Oro                          | Plata                   | Bronce                    |
| -------------------- | ---------------------------- | ----------------------- | ------------------------- |
| Velocidad individual | Piet Moeskops · Países Bajos | Robert Spears Australia | Aloïs De Graeve · Bélgica |
| Medio fondo          | Léon Vanderstuyft · Bélgica  | Paul Suter · Suiza      | Gustave Ganay Francia     |

### Amateur
| Evento               | Oro                        | Plata                          | Bronce                      |
| -------------------- | -------------------------- | ------------------------------ | --------------------------- |
| Velocidad individual | Horace Johnson Reino Unido | Maurice Peeters · Países Bajos | William Ormston Reino Unido |

## Medallero
| Núm. | País         | Oro | Plata | Bronce | Total |
| ---- | ------------ | --- | ----- | ------ | ----- |
| 1    | Países Bajos | 1   | 1     | 0      | 2     |
| 2    | Bélgica      | 1   | 0     | 1      | 2     |
| 2    | Reino Unido  | 1   | 0     | 1      | 2     |
| 4    | Australia    | 0   | 1     | 0      | 1     |
| 4    | Suiza        | 0   | 1     | 0      | 1     |
| 6    | Francia      | 0   | 0     | 1      | 1     |
|      | TOTAL        | 3   | 3     | 3      | 9     |